# 達爾加茲
達爾加茲是伊朗的城市，位於該國東北部，由禮薩呼羅珊省負責管轄，距離首都德黑蘭1,150公里，毗鄰與土庫曼斯坦接壤的邊境，海拔高度479米，2016年人口36,762 。